# Macbeth (téléfilm, 2010)
Pour les articles homonymes, voir Macbeth.
Pour plus de détails, voir Fiche technique et Distribution.
Macbeth est un téléfilm britannique, réalisé par Rupert Goold et diffusé sur la British Broadcasting Corporation le 6 octobre 2010.

## Fiche technique
- Titre original : Macbeth
- Pays d'origine :  Royaume-Uni
- Année : 2010
- Réalisation : Rupert Goold
- Histoire : William Shakespeare, d'après sa pièce éponyme
- Coproduction : Sebastian Grant et John Wyver
- Société de production : Illuminations
- Société de distribution : 
  - British Broadcasting Corporation (Royaume-Uni)
  - Gravitas Ventures (États-Unis "DVD")
  - Public Broadcasting Service (États-Unis)
- Musique : Adam Cork
- Photographie : Sam McCurdy
- Montage : Trevor Waite
- Costumes : Mike O'Neill
- Maquillage : Andrea Illes, Lucybelle Thompson, Issy Webley (makeup artist)
- Langue : anglais
- Format : Couleur – 1,78:1, 2,35:1 – Stéréo
- Genre : drame
- Durée : 160 minutes

## Distribution
- Patrick Stewart : Macbeth
- Kate Fleetwood : Lady Macbeth
- Michael Feast : Macduff
- Martin Turner : Banquo
- Paul Shelley : Duncan
- Scott Handy : Malcolm
- Ben Carpenter : Donalbain
- Tim Treloar : Ross
- Suzanne Burden : Lady Macduff
- Bertie Gilbert : Fleance
- Bill Nash : Angus
- Hugo Docking : le fils de Macduff
- Polly Frame : sorcière
- Sophie Hunter : sorcière
- Niamh McGrady : sorcière
- Mark Rawlings : Lennox